# 1394

## Събития
- Изгонване на евреите от Франция

## Родени
- Улуг Бег, тюркски владетел
- 4 март – Енрике Мореплавателя, португалски принц
- 25 юли – Джеймс I, крал на Шотландия
- 24 ноември – Шарл Орлеански, един от първите велики поети на Франция

## Починали
- 28 декември – Мария Ангелина Дукина Палеологина, владетелка на Епирското деспотство през 1385 – 1386 г.